# Spessart

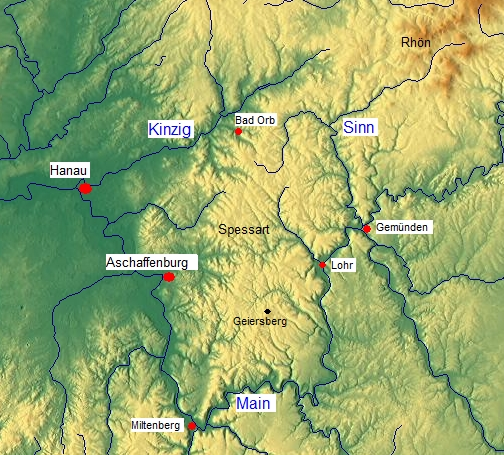
Mappa dello Spessarts

Spessart è una zona collinare della Germania situata fra la Baviera nord-occidentale e la parte meridionale dell'Assia.
È delimitato su tre lati dal Meno o da suoi affluenti, le principali città situate nei pressi dell'area sono Aschaffenburg e Würzburg.
Il punto più elevato è il Geiersberg (586 m s.l.m.).

## Città e paesi (esempi)
- Lohr am Main
- Hanau
- Frammersbach
- Rieneck
- Partenstein
- Wiesthal
- Rothenbuch
- Hafenlohr
- Mespelbrunn